# Anna Sień
Anna Siergiejewna Sień (ros. Анна Сергеевна Сень; ur. 3 grudnia 1990 r. w Krasnodarze) – rosyjska piłkarka ręczna, reprezentantka kraju, zawodniczka Rostowa nad Donem, występująca na pozycji prawej rozgrywającej.
Otrzymała tytuł Zasłużonego Mistrza Sportu w Federacji Rosyjskiej. 25 sierpnia 2016 roku została odznaczona przez prezydenta Władimira Putina rosyjskim Orderem Przyjaźni.
Jest żoną piłkarza ręcznego Dmitrija Pietrienko, z którym ma syna Marka.

## Sukcesy reprezentacyjne
- Igrzyska olimpijskie:
  -  2016
- Mistrzostwa Europy:
  -  2018

## Sukcesy klubowe
- Liga Mistrzyń:
  - Półfinał: 2017-2018 (GK Rostow-Don)
- Puchar EHF:
  -  2016-2017 (GK Rostow-Don)
- Puchar Zdobywców Pucharów:
  - Półfinał: 2012-2013, 2013-2014 (GK Rostow-Don)
- Mistrzostwa Rosji:
  -  2016-2017, 2017-2018 (GK Rostow-Don)
  -  2011-2012, 2012-2013, 2015-2016 (GK Rostow-Don)
  -  2013-2014 (GK Rostow-Don)
- Puchar Rosji:
  -  2010-2011 (Zwiezda Zwienigorod), 2011-2012, 2012-2013, 2015-2016, 2016-2017, 2017-2018 (GK Rostow-Don)
  -  2007 (Kubań Krasnodar)
- Superpuchar Rosji:
  -  2015, 2016, 2017, 2018 (GK Rostow-Don)
- Mistrzostwa Węgier:
  -  2014-2015 (Győri ETO KC)
- Puchar Węgier:
  -  2014-2015 (Győri ETO KC)